# Hockey violento
Hockey violento (The Deadliest Season) è un film TV statunitense del 1977 diretto da Robert Markowitz.

## Trama
Un mediocre giocatore professionista di hockey su ghiaccio, difensore, è relegato nelle serie minori poiché il suo gioco è considerato poco aggressivo. In uno sforzo di rientrare nelle serie maggiori, inizia a giocare sporco e finisce spesso per trovarsi coinvolto in scontri sul campo da gioco di ghiaccio, il che gli consente di tornare a giocare nelle serie maggiori. Dal suo gioco aggressivo, però, deriva la morte di un avversario a causa delle ferite inflittegli durante una partita; ciò provoca un'accusa di omicidio colposo a carico del protagonista. Tuttavia il giocatore appare del tutto indifferente alla situazione creatasi, in quanto la considera una normale conseguenza del gioco ad alto livello dell'hockey su ghiaccio.